# Emil Szittya
Emil Szittya (Budapeste, 18 de agosto de 1886 — Paris, 26 de novembro de 1964) foi um escritor, poeta, pintor, jornalista e crítico de arte húngaro. Seu nome de nascimento é Adolf Schenk. Seus pseudônimos eram Chronist, Emszi e Emil Lesitt.

## Biografia
Emil Szittya viveu uma vida de boêmio. Ele se estabeleceu em Paris em 1906 e ficou em Ascona, no Monte Verità, de 1906 a 1907, onde conheceu Karl e Gusto Gräser. Em 1908, ele conheceu Blaise Cendrars. De 1911 a 1912, trabalhou na revista Les Hommes Nouveaux, em Paris. De 1914 a 1918, ele viveu em Zurique. Em 1915, ele conheceu os revolucionários russos Lenin, Radek e Trotsky, em 1916 no Cabaret Voltaire dadaísta. 1918 na Hungria, viveu em Berlim de 1921 a 1926, novamente em Paris de 1926. 1940 a 1944, ele trabalhou na resistência em Limoges. Em 1918 morou na Hungria, viveu em Berlim de 1921 a 1926, novamente em Paris de 1926. De 1940 a 1944, ele trabalhou na Resistência Francesa em Limoges. Em 1961, conheceu Franz Jung em Paris.
Emil Szittya escreveu sobre a homossexualidade, segundo o mesmo, "muitos anarquistas têm tendências homossexuais. Encontrei em Paris um anarquista húngaro, Alexander Sommi, que fundou um grupo anarquista homossexual com base nessa ideia". Sua visão foi confirmada por Magnus Hirschfeld em seu livro de 1914, Die Homosexualität des Mannes und des Weibes: "Nas posições de um partido relativamente pequeno o anarquista parecia-me proporcionalmente mais homossexual e efeminado do que os outros".